# Big Bang (álbum de Os Paralamas do Sucesso)
Big Bang é o quinto álbum de estúdio dos Paralamas do Sucesso, lançado em 1989.
Continuando a fórmula do disco anterior, Big Bang contém uma grande variedade de ritmos. Inclui sucessos como "Perplexo", a clássica "Lanterna dos Afogados" e "Pólvora". Também teve os relativos sucessos como "Nebulosa do Amor" e "Esqueçam o Que Te Disseram Sobre O Amor (Vai Ser Diferente)".

## Faixas
Todas as faixas por Herbert Vianna, exceto onde anotado.
| N.º | Título                                                                                    | Duração |  |
| 1.  | "Perplexo"                                                                                | 02:42   |  |
| 2.  | "Dos Restos" (Herbert Vianna/Liminha)                                                     | 03:07   |  |
| 3.  | "Pólvora"                                                                                 | 03:04   |  |
| 4.  | "Nebulosa do Amor"                                                                        | 03:14   |  |
| 5.  | "Vulcão Dub" (Herbert Vianna/Bi Ribeiro/João Barone)                                      | 01:10   |  |
| 6.  | "Se Você Me Quer"                                                                         | 03:30   |  |
| 7.  | "Rabicho do Cachorro Rabugento" (Herbert Vianna/Bi Ribeiro/João Barone)                   | 01:26   |  |
| 8.  | "Esqueça o Que Te Disseram Sobre o Amor (Vai Ser Diferente)" (João Barone/Herbert Vianna) | 04:02   |  |
| 9.  | "Lanterna dos Afogados"                                                                   | 03:11   |  |
| 10. | "Bang Bang"                                                                               | 03:39   |  |
| 11. | "Lá em Algum Lugar"                                                                       | 03:20   |  |
| 12. | "Jubiabá" (A. Robert/L. Kitchner)                                                         | 02:37   |  |
| 13. | "Cachorro na Feira" (Herbert Vianna/Bi Ribeiro/João Barone)                               | 01:20   |  |

## Curiosidades
- O disco ganhou episódio especial por conta do seu aniversário de 30 anos na série de podcasts Rock Brasil 3.0.[1] Nele, o jornalista Rodrigo de Oliveira entrevista João Barone, que conta histórias sobre a gravação e comenta cada uma das faixas do álbum.

## Tabelas
| Parada musical (1990) | Posição |
| --------------------- | ------- |
| Brasil (Nopem)        | 4       |

| Parada musical (1990) | Posição |
| --------------------- | ------- |
| Brasil (Nopem)        | 18      |